# Johnny Mandel

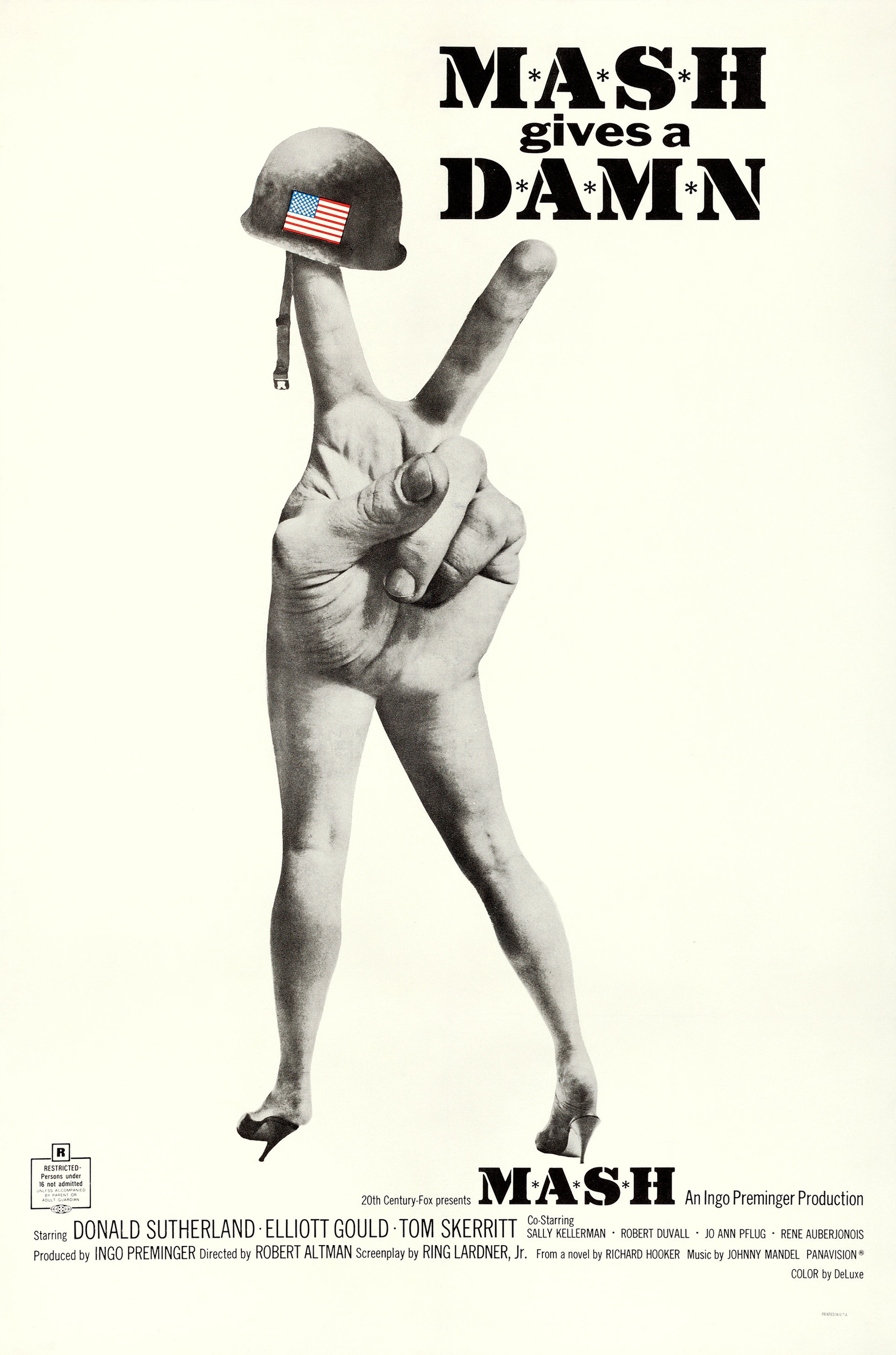

Johnny Mandel (Manhattan vagy New York, 1925. november 23. –‎ Ojai, 2020. június 29.) Oscar- és többszörös Grammy-díjas amerikai zeneszerző, népszerű számok hangszerelője, dzsesszzeneszerző, filmzeneszerző. Társ volt Count Basie, Frank Sinatra, Peggy Lee, Anita O'Day, Barbra Streisand, Tony Bennett, Diane Schuur és Shirley Horn mellett. Öt Grammy-díjat nyert, 17 jelölésből. Először az 1958-as „I Want to Live!” című film zenééjért jelölték.

## Pályakép
Johnny Mandel a Manhattan School of Musicban és a Juilliard Schoolban tanult. 1943-ban először Joe Venutival trombitált, 1944-ben pedig Billy Rogers, Boyd Raeburn, Jimmy Dorsey, Buddy Rich, Georgie Auld és Chubby Jackson zenekarában játszott. Hangszerelőként megalkotta Henry Jerome zenekarának bebop hangzását.
1949-ben June Christyt kísérte Bob Cooper zenekarában. 1951-től 1953-ig Elliot Lawrence együttesében játszott és hangszerelt, 1953-ban Count Basie-nél volt zenész.
Ezután Los Angelesben telepedett le, ahol a Zoot Simsnél basszusgitárosa volt, és az 1958-as „I Want to Live!” című film zenéjét írta.
Aztán írt zenét például Woody Hermannek 1949-ben, 1953-ban Stan Getznek, 1956-ban Count Basienek és 1954-ben Chet Bakernek is. Az 1960-as évek elején a Gerry Mulligan Concert Jazz Band-nek dolgozott.
Az 1960-as években Mandel a film- és a popfelé fordult. 1966-ban ő és Paul Francis Webster megkapta a Grammy-díjat − „Az év dala”: The Shadow of Your Smile. Ez a dal Oscar-díjat is kapott. 1992-ben Grammy-díjat nyert a legjobb énekkísérő hangszerelés kategóriában a Natalie Cole és Nat King Cole „Unforgettable” című albumán végzett munkájáért. 1993-ban ugyanezt a díjat kapta Shirley Horn „Here's to Life” című albumáért (1991).
2004-ben nagy szerepe volt Tony Bennett sikerében, aki Grammy-díjat kapott a „The Art of Romance” című albumáért (Johnny Mandel vezényelte a zenekart). Híresebb szerzeményei közé tartozik még az M*A*S*H  tévésorozat címadó dala, és más dalok is.
Mandel 2020 júniusában halt meg, 94 évesen.

## Lemezválogatás
- Johnny Mandel and His Orchestra: The James Dean Story – Chet Baker, Bud Shank, Charlie Mariano, Richie Kamuca, Bill Holman, Pepper Adams, Claude Williamson, Monty Budwig, Mel Lewis (1956)
- I Want to Live (1958)
- The Sandpiper (1965)
- The Russians Are Coming, the Russians Are Coming (1966)
- The Man and His Music: Sherrie Maricle & the Diva Jazz Orchestra with Ann Hampton Callaway (2010)

## Filmválogatás
- 1958: I Want to Live
- 1964: The Americanization of Emily
- 1965: The Sandpiper
- 1966: Harper
- 1966: An American Dream
- 1967: Point Blank
- 1967: Pretty Poison
- 1966: The Russians Are Coming, the Russians Are Coming
- 1970: MASH
- 1972-1981: M*A*S*H (tévésorozat)
- 1973: The Last Detail
- 1975: Escape to Witch Mountain
- 1976: The Sailor who fell from Grace with the Sea
- 1979: Agatha
- 1979: Being There
- 1980: Caddyshack
- 1982: The Verdict
- 1982: Deathtrap
- 1988: Great Escape II: The Untold Story
- 1989: Brenda Starr